# Internationaler Arbeitskreis Keramikforschung
Der Internationale Arbeitskreis für Keramikforschung (ältere Bezeichnung des Gründers Paul Stieber Internationales Hafnerei-Symposium (IHS), seit 1983 auf Vorschlag von Werner Endres ergänzt um den Begriff Arbeitskreis für Keramikforschung (AfK)) ist eine interdisziplinäre Vereinigung, die Interessierte an historischer und moderner Töpferei und Keramik zusammenführt. Seit 1968 richtet der Arbeitskreis in Zusammenarbeit mit wechselnden Institutionen jährlich ein Symposium mit einem umfangreichen Tagungs- und Exkursionsprogramm aus. Seit 2007 heißt dieses Symposium auf Beschluss der Teilnehmer Internationales Symposium Keramikforschung (ISK). 2017 fand das 50. ISK in Innsbruck statt.

## Ziele
Der Arbeitskreis ist ein offenes Forum für den Austausch neuer Forschungsergebnisse, die Weitergabe von Wissen und die allgemeine Netzwerkarbeit (Informations- und Kontaktbörse). Es treffen sich Wissenschaftler und Experten vor allem der Fachrichtungen Kunstgeschichte, der Klassischen Archäologie, der Mittelalter-Neuzeitarchäologie (Historische Archäologie), der Europäischen Ethnologie oder Volkskunde und der Geschichte. Es nehmen aber auch Naturwissenschaftler, Künstler, Handwerker aus der Keramikbranche sowie Museologen, engagierte Sammler und interessierte Laien teil. Alle eint das grundsätzliche Interesse an Töpferei und Keramik im weitesten Sinne. Die wissenschaftlichen Vorträge, die auf den Symposien präsentiert und oft lebhaft diskutiert werden, finden in mittlerweile umfangreichen Tagungsbänden ihren Niederschlag.
Die Internationalität des Arbeitskreises, auf dessen Symposien üblicherweise etwa einhundert Teilnehmer aus sieben bis acht Nationen vertreten sind, fördert die Weitergabe von aktuellen Forschungsergebnissen und wissenschaftlichen Arbeiten zur Keramik in Europa maßgeblich. Die Tagungen finden jeweils auf Einladung einer Institution statt, die sich der Keramikforschung verbunden fühlt. Sehr häufig sind dies Museen, aber auch Universitätsinstitute oder Stiftungen, deren Schwerpunkt auf der allgemeineren wissenschaftlichen Bildung liegt. Mit jährlich wechselnden Gastgebern tagt der Arbeitskreis an verschiedensten Orten im In- und Ausland, überwiegend in Deutschland, aber auch in anderen Ländern Mitteleuropas. Dieser geographischen Vielfalt wird durch das übergeordnete Thema des Symposiums mit unterschiedlichem thematischem und regionalem Bezug jeweils Rechnung getragen, ohne jedoch die Vielfalt der aktuellen europäischen Forschungen aus dem Blick zu verlieren. Der Arbeitskreis ist grundsätzlich weder in der zeitlichen noch in der inhaltlichen Wahl seiner Vortragsthemen eingeschränkt.

## Organisation
Der Internationale Arbeitskreis Keramikforschung ist nicht als Verein organisiert, sondern bildet eine lockere Interessengemeinschaft. Fünf Aktive aus den Reihen der Teilnehmer bilden heute einen organisatorischen, paritätisch besetzten „Vorstand“, der die jeweils nächsten „Internationalen Symposien Keramikforschung“ vorbereitet und die Publikationsarbeiten vergangener Tagungen aktiv organisiert. Dabei wird er von einer wechselnden Anzahl Tagungsteilnehmer auf freiwilliger Basis unterstützt.
Das Internationale Hafnerei-Symposium wurde geleitet und organisiert von:
- 1968 – 1975 Paul Stieber (München)
- 1976 – 1982 Ingolf Bauer (München)
- 1983 – 2004 Werner Endres (Regensburg)
- 2005 – 2015 Vorstand: Ralph Mennicken (Raeren), Hans-Werner Peine (Münster), Sally Schöne (Düsseldorf), Patricia Stahl (Frankfurt), Hans-Georg Stephan (Göttingen/Halle)

Aktuell:
- Seit 2016 besteht der Vorstand aus: Lutz Grunwald (Mayen), Marion Roehmer (Hage), Hans-Georg Stephan (Göttingen) und Patricia Stahl (Frankfurt).
- Die Geschäftsstelle des Arbeitskreises befindet sich im Ofen- und Keramikmuseum Velten / Museum Hedwig Bollhagen in Velten.

## Geschichte und Persönlichkeiten
Der Internationale Arbeitskreis Keramikforschung wurde in den ersten vierzig Jahren seines Bestehens (1. Zusammenkunft in St. Justina, Osttirol 1968) von drei Persönlichkeiten bzw. keramikbegeisterten Forschern geprägt: Paul Stieber (1915–1975), Ingolf Bauer (1942–2006) und Werner Endres (1937–2015). Werner Endres veröffentlichte 1987 einen Rückblick auf die ersten 20 Jahre des Hafnerei-Symposiums.
Werner Endres und Konrad Spindler stellten 2003 ein erstes Mal alle Tagungsorte und erschienenen Berichte und Publikationen zusammen (mit einer Kartierung).
Eine Zusammenschau der Geschichte der ersten 40 Jahre des Arbeitskreises leistete Werner Endres anlässlich des 40. Hafnerei-Symposiums in Obernzell.

## Veröffentlichungen, die im Rahmen des IHS bzw. des ISK entstanden sind
- Volkstümliche Keramik aus Europa. Band 1. Zum Gedenken an Paul Stieber. München 1976.
- Volkstümliche Keramik aus Europa. Band 2. Beiträge zur Keramikforschung. Festschrift für Alfred Höck zum 60. Geburtstag. Institut für Volkskunde, München 1982.
- Volkstümliche Keramik aus Europa. Band 3. Bayerische Schriften zur Volkskunde 1. Institut für Volkskunde, München 1990.
- Werner Endres: Literatur zur Keramikforschung I-XXIII, Bayerische Blätter für Volkskunde 1976–2005.
- Ingolf Bauer, Werner Endres, Bärbel Kerkhoff-Hader, Robert Koch, Hans-Georg Stephan: Leitfaden zur Keramikbeschreibung. 1. Aufl. Kallmünz, 1986. 2. Aufl. Kallmünz 1993, 3. Aufl. München 2005.
- Andreas Heege: Töpferöfen-Pottery kilns-Fours de potiers. Die Erforschung frühmittelalterlicher bis neuzeitlicher Töpferöfen (6.–20. Jh.) in Belgien, den Niederlanden, Deutschland, Österreich und der Schweiz (= Basler Hefte zur Archäologie 4), Basel 2007.
- Eva Roth Heege: Ofenkeramik und Kachelofen. Typologie, Terminologie und Rekonstruktion im deutschsprachigen Raum (CH, D, A, FL) mit einem Glossar in siebzehn Sprachen (= Schweizer Beiträge zur Kulturgeschichte und Archäologie des Mittelalters 39), Basel 2012.

## Tagungen und Veröffentlichungen
ISK = Internationales Symposium Keramikforschung

IHS = Internationales Hafnereisymposium (bis 2007)
• ISK in Lübeck, 2024, 56. Internationales Keramiksymposium in Lübeck (voraussichtlich 16.9.-20.9.2024), Call for papers soon to come ...
• ISK in Budapest, 2023, 55. Internationales Keramiksymposium in Budapest, 4. bis zum 9. September 2023, Thema: Keramik als kulturelle Manifestation. Die Donauländer und die großen Stromsysteme Europas.
Produktion, Handel, Migration, Kulturaustausch. Tradition und Innovation
Publikation in Vorbereitung
• ISK in Landau, 2022, 54. Internationales Keramiksymposium in Landau vom 4. bis zum 9. September 2022, Thema: Trink- und Schankgefäße – Innovation, Produktion, Handel und Verwendung
Publikation in Vorbereitung
• ISK in Berlin, 2020, 53. Internationales Keramiksymposium
Publikation: Landesdenkmalamt Berlin, Gregor Döhner und Lutz Grunwald für den Arbeitskreis Keramikforschung (Hrsg.): Keramik in Berlin, Brandenburg und Europa – Produktion, Innovation, Handel und Sammlungsgeschichte. Gewidmet Dr. Eberhard Kirsch zum 75. Geburtstag. 53. Internationales Keramiksymposium 2020. Beiträge zur Denkmalpflege in Berlin, Sonderband (Berlin 2022).
• ISK in Bad Muskau (Deutschland), 52. Internationales Keramiksymposium in Bad Muskau vom 16. bis zum 20. September 2019, Thema: Keramik im häuslichen und repräsentativen Gebrauch
Stiftung „Fürst-Pückler-Park Bad Muskau“ (Hrsg.): Keramik im häuslichen und repräsentativen Gebrauch. 52. Internationales Keramiksymposium in Bad Muskau vom 16. bis zum 20. September 2019 (Muskauer Schriften 9), Muskau 2022.
• ISK in Sibiu/Hermannstadt (Rumänien), 2018, Thema: „Gebrauchskeramik / Ritualkeramik“
Karla Roşca (Hrsg.): Ceramica rituală, Ceramica utilitară - Ritualkeramik, Gebrauchskeramik. Beiträge zum 51. Internationalen Keramiksymposium des Arbeitskreises für Keramikforschung, Hermannstadt (RO) 2018, Sibiu 2022.
• ISK in Innsbruck (Österreich), 2017.
Keramik zwischen Produktion, praktischem Gebrauch, Werbung, Propaganda und Mission. Tagungsband: Harald Stadler und Lisa Obojes (Hrsg.): Keramik zwischen Werbung, Propaganda und praktischem Gebrauch. Beiträge vom 50. Internationalen Symposium für Keramikforschung in Innsbruck 2017. Nearchos 23 (Brixen 2018) 730 S.
• ISK in Bonn, 2016.
Keramik als Handelsgut. Produkt – Distribution – Absatzmarkt. Tagungsband: Michael Schmauder und Marion Roehmer (Hrsg.): Keramik als Handelsgut. Produktion-Distribution-Konsumption. 49. Internationales Symposium Keramikforschung des Arbeitskreises für Keramikforschung. Bonner Beiträge zur Vor- und Frühgeschichtlichen Archäologie Band 23 (Bonn 2019), 327 S.
• ISK in Mölln, 2015.
Der Norden in Scherben. Keramik im Nord- und Ostseeraum. Tagungsband: Hans-Georg Stephan (Hrsg.): Keramik in Norddeutschland. Beiträge des 48. Internationalen Symposiums für Keramikforschung vom 14. bis 18. September 2015 in Mölln. Hallesche Beiträge zur Archäologie des Mittelalters 3 (Langenweissbach 2019) 298 S.
• ISK in Wittenberg, 2014.
Tagungsband: Hans-Georg Stephan (Hrsg.): Keramik und Töpferei im 15./16. Jahrhundert. Beiträge des 47. Internationalen Symposiums für Keramikforschung vom 8. bis 12. September 2014 in der Lutherstadt Wittenberg. Hallesche Beiträge zur Archäologie des Mittelalters 2 (Langenweissbach 2016) 278 S.
• ISK in Mayen, 2013.
Tagungsband: Lutz Grunwald (Hrsg.): Den Töpfern auf der Spur – Orte der Keramikherstellung im Licht der neusten Forschung. 46. Internationales Symposium Keramikforschung des Arbeitskreises für Keramikforschung und des Römisch-Germanischen Zentralmuseums Mainz vom 16. bis zum 20. September 2013 in Mayen. RGZM – Tagungen Band 21 (Mainz 2015) 466 S.
• ISK in Karlsruhe, 2012.
Tagungsband: Harald Siebenmorgen (Hrsg.): Blick nach Westen. Keramik in Baden und im Elsass. 45. Internationales Symposium Keramikforschung. (Karlsruhe 2013). 360 S.
• ISK in Nürnberg 2011.
Tagungsband: Silvia Glaser (Hrsg.): Keramik im Spannungsfeld zwischen Handwerk und Kunst. Beiträge des 44. Internationalen Symposiums Keramikforschung im Germanischen Nationalmuseum, Nürnberg, 19.–23. September 2011. Wissenschaftliche Beibände zum Anzeiger des Germanischen Nationalmuseum Band 40. (Nürnberg 2015). 328 S.
• ISK in Mautern (Österreich), 2010.
Tagungsband: Sabine Felgenhauer-Schmiedt (Hrsg.): Keramik und Technik. 43. Internationales Symposium Keramikforschung (Wien 2011). 338 S.
• ISK in Görlitz, 2009.
Tagungsband: Ralph Mennicken, Hans-Werner Peine, Sally Schöne, Patricia Stahl, Hans-Georg Stephan (Hrsg.): Keramische Begegnungen: Sachsen – Schlesien – Böhmen. 42. Internationales Symposium Keramikforschung. (Raeren 2010). 218 S.
• ISK in Dresden, 2008.
Tagungsband: Regina Smolnik (Hrsg.): Keramik in Mitteldeutschland – Stand der Forschung und Perspektiven. 41. Internationales Hafnerei-Symposium des Arbeitskreises für Keramikforschung. Veröffentlichung des Landesamtes für Archäologie Sachsen, Band 57 (Dresden, 2012). 484 S.
• IHS in Obernzell, 2007.
Tagungsband: Ralph Mennicken (Hrsg.): 40 Jahre Keramikforschung. Rückblick – Stand der Forschung – Ausblick. Beiträge zum 40. Hafnerei-Symposium. Veröffentlichungen des »Arbeitskreises für Keramikforschung« (Raeren 2008). 216 S.
• IHS in Sibiu/Hermannstadt (Rumänien), 2006.
Tagungsband: Corneliu Ioan Bucur (Hrsg.): Keramische Oberflächen und ihre Gestaltung (Sibiu 2007). 184 S.
• IHS in Raeren (Belgien), 2005.
Tagungsband: Ralph Mennicken (Hrsg.): Keramik zwischen Rhein und Maas. Keramische Begegnungen mit den Niederlanden und Belgien. Beiträge zum 35. Hafnerei-Symposium, Töpfereimuseum Raeren. Veröffentlichungen des »Arbeitskreises für Keramikforschung« (Raeren 2006). 250 S.
• IHS in Herne, 2004.
Tagungsband: Markus Harzenetter und Gabriele Isenberg (Hrsg.): Keramik auf Sonderwegen. 37. Internationales Hafnerei-Symposium, Herne, 19. bis 25. September 2004. Denkmalpflege und Forschung in Westfalen 44 (Mainz 2007). 340 S.
• IHS in Kittsee (Österreich), 2003.
Tagungsband: Werner Endres und Franz Grieshofer (Hrsg.): Keramik als Zeichen regionaler Identität. 36. Internationales Hafnerei-Symposium, Kittsee, 21. bis 26. September 2003 (= Kittseer Schriften zur Volkskunde. Band 16). Kittsee/Wien 2005, 425 S.
• IHS in Velten, 2002.
Tagungsband: Monika Dittmar und Werner Endres (Hrsg.): Kiepe – Pferdefuhrwerk – Eisenbahnwaggon. Keramik als Gebrauchs- und Handelsware. Beiträge zum 35. Hafnerei-Symposium, Velten, 22. bis 28. September 2002 (= Veröffentlichungen des »Arbeitskreises für Keramikforschung« 4). Ofen- und Keramikmuseum Velten, Velten 2003, 229 S.
• IHS in Bozen (Italien), 2001.
Tagungsband: Werner Endres und Konrad Spindler (Hrsg.): Beiträge vom 34. Internationalen Hafnerei-Symposium auf Schloss Maretsch in Bozen/Südtirol 2001. Veröffentlichungen des »Arbeitskreises für Keramikforschung« 3. Nearchos 12 (Innsbruck 2003). 400 S.
• IHS in Höhr-Grenzhausen, 2000.
Nicht erschienen.
• IHS in Bremen, 1999.
Berichte in: Bayerische Blätter für Volkskunde Neue Folge 2 (27), 2000, 55–60; Keramos – Zeitschrift der Gesellschaft der Keramikfreunde e.V. 167/168, 2000, 243–245; Österreichische Zeitschrift für Volkskunde 103, 2000, 347–352 (Martin Kügler).
Tagungsband: Uwe Mämpel und Werner Endres (Hrsg.): Der keramische Brand. Beiträge zum 32. Internationalen Hafnerei-Symposium des Arbeitskreises für Keramikforschung in Bremen vom 27. September bis zum 3. Oktober 1999. Veröffentlichungen des »Arbeitskreises für Keramikforschung« 1 (Höhr-Grenzhausen 2000). 191 S.
• IHS in Bamberg, 1998.
Berichte in: Bayerische Blätter für Volkskunde 25, 1998, 146–151; Keramos – Zeitschrift der Gesellschaft der Keramikfreunde e.V. 163, 1999, 116–118; Österreichische Zeitschrift für Volkskunde 102, 1999, 61–66 (Martin Kügler).
Tagungsband: Bärbel Kerkhoff-Hader und Werner Endres (Hrsg.): Keramische Produktion zwischen Handwerk und Industrie: Alltag – Souvenir – Technik. Beiträge zum 31. Internationalen Hafnerei-Symposium des Arbeitskreises für Keramikforschung in Bamberg vom 28. September bis 4. Oktober 1998. Bamberger Beiträge zur Volkskunde 7 (Hildburghausen 1999). 368 S.
• IHS in Obernzell, 1997.
Berichte in: Bayerische Blätter für Volkskunde 25, 1998, 92–98; Österreichische Zeitschrift für Volkskunde 101, 1998, 87–92 (Martin Kügler); Keramos – Zeitschrift der Gesellschaft der Keramikfreunde e.V. 158, 1997, 111 (Rainer Richter).
Tagungsband: Werner Endres und Bärbel Kerkhoff-Hader (Hrsg.): Reduzierend gebrannte Waren – Schwarzgeschirr (Bamberg 1998). 42 S.
• IHS in Schleswig, 1996.
Bericht in: Bayerische Blätter für Volkskunde 24, 1997, 236–240 (Werner Endres).
• IHS in Zürich (Schweiz), 1995.
Berichte in: Bayerische Blätter für Volkskunde 23, 1996, 47–52; Keramos – Zeitschrift der Gesellschaft der Keramikfreunde e.V. 151, 1996, 175–177; Österreichische Zeitschrift für Volkskunde 99, 1996, 99–104; Zeitschrift für Archäologie des Mittelalters 23/24, 1995/96, 265–267 (Werner Endres).
• IHS in Aschaffenburg, 1994.
Berichte in: Bayerische Blätter für Volkskunde 22, 1995, 60–62; Keramos – Zeitschrift der Gesellschaft der Keramikfreunde e.V. 147, 1995,139–140; Österreichische Zeitschrift für Volkskunde 97, 1994, 477–479 (Werner Endres).
• IHS in Soest, 1993.
Berichte in: Bayerische Blätter für Volkskunde 20, 1993, 227–230; Österreichische Zeitschrift für Volkskunde 96, 1993, 518–522 (Werner Endres).
Tagungsband: Werner Endres und Friederike Lichtwark (Red.), Zur Regionalität der Keramik des Mittelalters und der Neuzeit. 26. Internationales Hafnerei-Symposium 1993 in Soest. Denkmalpflege und Forschung in Westfalen 32 (Bonn 1995). 322 S.
• IHS in Lienz (Österreich) 1992.
Berichte in: Bayerische Blätter für Volkskunde 19, 1992, 227–230; Keramos – Zeitschrift der Gesellschaft der Keramikfreunde e.V. 138, 1992, 69–70; Österreichische Zeitschrift für Volkskunde 95, 1992,531–535 (Werner Endres)
Tagungsband: Werner Endres und Konrad Spindler (Red.), Beiträge vom 25. Internationalen Hafnerei-Symposium in Lienz/Osttirol 1992. Nearchos 1 (Innsbruck 1993). 376 S.
• IHS in Montabaur, 1991.
Berichte in: Bayerische Blätter für Volkskunde 19, 1/1992, 51–54; Keramos – Zeitschrift der Gesellschaft der Keramikfreunde e.V. 135, 1991, 70–71; Österreichische Zeitschrift für Volkskunde 94, 1991, 411–414 (Werner Endres).
• IHS in Irsee, 1990.
Berichte in: Bayerische Blätter für Volkskunde 18, 1991, 55–57; Keramos – Zeitschrift der Gesellschaft der Keramikfreunde e.V. 130, 1990, 59–60; Österreichische Zeitschrift für Volkskunde 93, 1990, 461–463 (Werner Endres).
• IHS in Braunschweig 1989.
Berichte in: Bayerische Blätter für Volkskunde 17, 1990, 32–35; Braunschweigisches Landmuseum – Informationen und Berichte 1/1989, 15–18; Keramos – Zeitschrift der Gesellschaft der Keramikfreunde e.V. 126, 1989, 63–64; Österreichische Zeitschrift für Volkskunde 92, 1989, 322–325 (Werner Endres).
• IHS in Düsseldorf, 1988.
Berichte in: Bayerische Blätter für Volkskunde 15, 1988, 219–221; Keramos – Zeitschrift der Gesellschaft der Keramikfreunde e.V. 123, 1989, 86–87; Österreichische Zeitschrift für Volkskunde 91, 1988, 415–416; Zeitschrift für Archäologie des Mittelalters 16/17, 1988/89, 226–228 (Werner Endres).
Tagungsband: Joachim Naumann (Hrsg.): Keramik vom Niederrhein: Die Irdenware der Düppen- und Pottbäcker zwischen Köln und Kleve. Veröffentlichungen des Kölnischen Stadtmuseums 4 (Köln 1988). 390 S.
• IHS in Obernzell, 1987.
Bericht in: Bayerische Blätter für Volkskunde 15, 1988, 38–41; Keramos – Zeitschrift der Gesellschaft der Keramikfreunde e.V. 121, 1988, 209–210; Keramische Zeitschrift – Die Welt der Keramik 40, 1988, 52–53; Österreichische Zeitschrift für Volkskunde 91, 1988, 84–87 (Werner Endres).
• IHS, Exkursion Nordungarn, 1986.
Berichte in: Bayerische Blätter für Volkskunde 14, 1987, 43–45; Keramos – Zeitschrift der Gesellschaft der Keramikfreunde e.V. 114, 1986, 54–55; Keramische Zeitschrift – Die Welt der Keramik 38, 1986, 777–778; Österreichische Zeitschrift für Volkskunde 89, 1986, 346–349 (Werner Endres).
• IHS in Lohr am Main 1985.
Berichte in: Bayerische Blätter für Volkskunde 12, 1985, 257–260; Keramische Zeitschrift – Die Welt der Keramik 38, 1986, 45–46; Österreichische Zeitschrift für Volkskunde 88, 1985, 264–267 (Werner Endres).
Tagungsband: Werner Endres und Werner Loibl (Hrsg.): Beiträge zur handwerklichen fränkischen Keramik. Referate des 18. Internationalen Hafnerei-Symposiums des Arbeitskreises für Keramikforschung 31.10.1985 – 3.11.1985 Lohr am Main. Schriften des Geschichts- und Museumsvereins Lohr a. Main 22 (Lohr am Main 1988). 105 S.
• IHS in Klagenfurt (Österreich) 1984.
Berichte in: Bayerische Blätter für Volkskunde 11, 1984, 170–172; Keramos – Zeitschrift der Gesellschaft der Keramikfreunde e.V. 106, 1984, 98; Keramische Zeitschrift – Die Welt der Keramik 37, 1985, 87; Österreichische Zeitschrift für Volkskunde 87, 1984, 202–204 (Werner Endres).
• IHS in Höhr-Grenzhausen, 1983.
Berichte in: Bayerische Blätter für Volkskunde 11, 1984, 29–30; Österreichische Zeitschrift für Volkskunde 86, 1983, 251–252; Zeitschrift für Archäologie des Mittelalters 11, 1983, 199–200 (Werner Endres). – Keramische Zeitschrift – Die Welt der Keramik 35, 1983, 656 (Hubertus Reh).
• IHS in Obernzell, 1982.
Berichte in: Bayerische Blätter für Volkskunde 9, 1982, 222–223; Österreichische Zeitschrift für Volkskunde 86, 1983, 33–34 (Werner Endres).
• IHS in Kittsee (Österreich), 1981.
Berichte in: Bayerische Blätter für Volkskunde 9, 1982, 178–183; Österreichische Zeitschrift für Volkskunde 85, 1982, 29–34 (Ingolf Bauer und Hermann Steininger).
Tagungsband: Klaus Beitl (Hrsg.): Vergleichende Keramikforschung in Mittel- und Osteuropa. Referate des 14. Internationalen Hafnerei-Symposiums vom 7.–11. September 1981 im Ethnographischen Museum Schloß Kittsee. Schriften zur Volkskunde 2 (Kittsee 1984). 271 S.
• IHS in Sibiu/Hermannstadt (Rumänien), 1980.
Bericht in: Bayerische Blätter für Volkskunde 7, 1980, 174–178 (Ingolf Bauer und Werner Endres).
Tagungsband: Horst Klusch (Red.), Comunicari si referate al XIII-lea Simpozion International des Ceramica – Bericht und Referate 13. Internationales Hafnerei-Symposion (Sibiu – Paltinis 1980). 303 S.
• IHS in Oberteisbach, 1979.
Berichte in: Bayerische Blätter für Volkskunde 6, 1979, 199–202; Österreichische Zeitschrift für Volkskunde 83, 1980, 36–38 (Ingolf Bauer).
• IHS in Obernzell, 1978.
Bericht in: Bayerische Blätter für Volkskunde 5, 1978, 248–250 (Ingolf Bauer).
• IHS in St. Justina (Österreich), 1977.
Berichte in: Bayerische Blätter für Volkskunde 4, 1977, 245–247; Österreichische Zeitschrift für Volkskunde 81, 1978, 56–58 (Ingolf Bauer).
• IHS in Frechen, 1976.
Berichte in: Bayerische Blätter für Volkskunde 3, 1976, 203–205; Österreichische Zeitschrift für Volkskunde 80, 1977, 53–55 (Uwe Zureck).
Tagungsband: Stadt Frechen (Hrsg.): 9. Internationales Hafnerei-Symposium 1976 in Frechen. Berichte und Referate (Frechen 1977). 179 S.
• IHS in St. Justina (Österreich), 1975.
Berichte in: Bayerische Blätter für Volkskunde 3, 1976, 142–143; Österreichische Zeitschrift für Volkskunde 79, 1975, 158–160 (Ingolf Bauer).
• IHS in St. Justina (Österreich), 1974.
Berichte in: Bayerische Blätter für Volkskunde 2, 1975, 112–113; Österreichische Zeitschrift für Volkskunde 78, 1975, 198–199 (Ingolf Bauer).
• IHS in St. Justina (Österreich), 1973
Berichte in: Bayerische Blätter für Volkskunde 1, 1974, 45; Österreichische Zeitschrift für Volkskunde 77, 1974, 295–297 (Ingolf Bauer).
• IHS in St. Justina (Österreich), 1972.
Bericht in: Österreichische Zeitschrift für Volkskunde 76, 1973, 150–154 (Paul Stieber).
• IHS in St. Justina (Österreich), 1971.
Bericht in: Österreichische Zeitschrift für Volkskunde 75, 1972, 209–213 (Paul Stieber).
• IHS in St. Justina (Österreich), 1970.
Bericht in: Österreichische Zeitschrift für Volkskunde 74, 1971, 176–178 (Paul Stieber).
• IHS in St. Justina (Österreich), 1969.
Bericht in: Österreichische Zeitschrift für Volkskunde 73, 1970, 65–66 (Paul Stieber).
• IHS in St. Justina (Österreich), 1968. Berichte in: Österreichische Zeitschrift für Volkskunde 72, 1969, 52 (Paul Stieber).